# Росси, Антонио
Антонио Росси (итал. Antonio Rossi; род. 19 декабря 1968 года в Лекко, Италия) — итальянский гребец на байдарке, трёхкратный олимпийский чемпион, участник 5 Олимпийских игр, знаменосец сборной Италии на Играх 2008 года в Пекине. Трёхкратный чемпион мира 1995, 1997 и 1998 годов, чемпион Европы 1997 года.
Антонио Росси начал заниматься греблей на байдаркой в 1982 году в родном городе Лекко. Первого серьёзного международного успеха добился в 1992 году, став бронзовым призёром Олимпийского парного заезда на 500 метров. Однако следует отметить, что основной гребной дисциплиной для спортсмена является парная дистанция на 1 000 метров, принесшая спортсмену большинство медалей и титулов. В 1996 году Росси выигрывает две золотые награды на Олимпийских играх в Атланте на дистанциях 500 метров (одиночка) и 1000 метров (двойка) в паре с Даниэле Скарпой, в 2000 году выигрывает очередное олимпийское золото вновь на дистанции 1000 метров в парном заезде, в этот раз пару ему составил Беньямино Бономи. На играх 2004 года выигрывает серебро.
На Олимпийских играх 2008 года 39-летний Росси был удостоен чести стать знаменосцем Олимпийской сборной Италии на церемонии открытия игр. Он стал первым итальянским гребцом на байдарке, удостоенным такой чести.

## Государственные награды
- Великий офицер ордена «За заслуги перед Итальянской Республикой» — 1 сентября 2008 года[1]
- Командор ордена «За заслуги перед Итальянской Республикой» — 3 октября 2000 года[2]